# Liste de fortifications en Grèce
Liste de fortifications en Grèce.
- Metaxas-Linie
- Héraklion : enceinte urbaine.